# 甄豐
甄豐（？—10年），王莽大將，官至大司空，爵受廣陽侯、廣新公，與甄邯同為新貴。其子甄尋偽造符命，得王莽批准，以甄豐為右伯，當出西域。後王莽下令抓捕甄豐父子，甄豐自殺。

## 生平
甄丰在汉平帝时以定策功拜少傅，封广阳侯（三世宿卫）。与刘歆、王舜同为王莽心腹，倡导居摄。王莽新朝中拜更始将军，封广新公。曾任大司空。其子甄寻伪造符命，得王莽批准，以甄丰为右伯，当出西域。后王莽下令抓捕甄丰父子，甄丰自杀。甄丰善古文。东汉许慎《说文解字序》云：王莽时，使司空甄丰校文字部，改定古文，复有六书，一日古文，即孔子壁中书也；二日奇字，即古文而异者也；三日篆书，即秦篆书也；四曰佐书，即隶书也；五日缪篆，所以摹印也；六曰鸟书，所以书幡信也。”
甄丰本为大司空，资格地位不亚于王舜、刘歆，就连甄寻也被封为茂德侯，官居侍中，兼京兆大尹。到王莽分封功臣，依照金匮符命，只封甄丰为更始将军，与卖饼儿王盛平级，不但与王舜、刘歆等人相差太远，甚至连同族甄邯也比不上，甄丰父子当然闷闷不乐。之所以会这样，实因甄丰生性刚强，平时难免会冒犯王莽，所以王莽借符命把甄丰贬下。甄丰的儿子甄寻垂涎王莽的女儿，错以为王莽真相信符命之说，于是决定从符命上做文章。出于谨慎，他先借别的事试了一试。说新室应当在陕地设立二伯，甄丰为右伯，太傅平晏为左伯，仿效周公、召公的旧例。
这道符命呈进去，竟得到王莽的批准。甄寻见符命有效。就又写了一篇，里面说：“汉氏平帝的皇后。应当为甄寻的妻子。”满心期望王莽再次批准，把黄皇室主下嫁过来，自己好做个乘龙快婿。哪知宫中却传出消息，说王莽怒气冲冲地叫骂：“黄皇室主是天下之母，怎能做甄寻的妻子？”甄寻这才知道弄巧成拙了，就取了些金银，一溜烟地逃出家门。不到半日，果然有许多吏卒来包围甄府，抓捕甄寻。甄丰还不知甄寻所犯何罪，等问明情况，也吓得魂飞天外，急忙寻找儿子，想绑儿子入朝，为自己免罪。偏偏找不到甄寻，又经朝使逼迫，一时无法对付，只好服毒自尽。朝使见甄丰已死，又入室搜捕，最终也没有找到甄寻，于是回去复命。
王莽听说甄寻逃走，下令通缉，并追究他的党羽。查得国师刘歆的儿子侍中刘棻、刘棻的弟弟长水校尉刘泳以及刘歆的门人骑都尉丁隆、大司空王邑的弟弟左关将军王奇等，都是甄寻的好友，就将他们一股脑儿全抓入狱中，逐一审问。几人因甄寻在逃，无从对质，自然不肯承认。过了几天，甄寻就被抓到了。
甄寻与刘棻等虽是好友，但这次全是甄寻一人做主，未曾与别人商议。一经到案，甄寻供认不讳，说与刘棻等并未通谋。偏偏审问的官吏有心除掉这些人，严刑逼供，将刘棻等人也牵扯在内。刘棻等人百口莫辩，都被定成死罪。还有刘棻的老师扬雄，也成了此案的嫌疑犯，遭到传讯。扬雄并不知情，王莽下令将他免罪，只将甄寻、刘棻等一并处死。
王莽想效仿虞舜旧制，流放劉棻到幽州、甄寻到三危山、丁隆到羽山，三人当时已经被杀死，就将他们的尸体载入驿车。辗转运到那里，称为三凶。此外受到牵连的朝臣也不下数百人。